# Uranolatri
Uranolatri (av grekiskans uranos, "himmel", och latreia, "tjänst, dyrkan"), stjärndyrkan, är dyrkan av himlakropparna och ett slags polyteism.